# Vladislav Vančura
Vladislav Vančura (Háj ve Slezsku, 23 giugno 1891 – Praga, 1º giugno 1942) è stato un poeta e scrittore ceco.
Personalità particolarmente complessa, è considerato il massimo rappresentante dell'espressionismo ceco: nella sua opera confluiscono inoltre motivi e influssi della cosiddetta corrente proletaria, che operò nella letteratura ceca subito dopo la prima guerra mondiale.
Audace sperimentatore nella ricerca stilistica e di linguaggio, è autore di numerosi romanzi, tra cui si ricordano Il fornaio Jan Marhoul, del 1924; Campi di battaglia e arabili, del 1925, allucinante quadro della prima guerra mondiale; Markéta Lazarová, del 1931; I tre fiumi, del 1936.

## Infanzia
Nacque in un villaggio presso Opava nella Slesia austriaca, da un'antica famiglia nobile acattolica; il padre Václav Vojtěch, nato nel 1856 a Čáslav, evangelico, era direttore dello zuccherificio di Háj e la madre Marie Svobodová, cattolica, era nata nel 1863 a Kluky, vicino a Čáslav. Nel 1896, la famiglia si trasferì a Davle, un incantevole paesino sulle rive della Moldava, circa 20 chilometri a sud di Praga, e abitava in una grande casa di campagna. A Davle, il giovane Vladislav fu educato da un precettore dal 1898 al 1904. Nel 1905, si trasferì a Praga con le sorelle più grandi per proseguire gli studi; Vladislav fu iscritto alla quinta classe della scuola elementare di Josefská ulice.

## Le prime prose e l'adolescenza
Nel 1907 Vladislav si iscrisse al Regio Ginnasio di Malá Strana, ma ebbe problemi con la routine scolastica e la pedanteria degli insegnanti, tanto che abbandonò la scuola l'anno seguente. Fra il 1909 e il 1910, frequentò il Regio Ginnasio di Benešov, una cittadina a 45 chilometri a sud-est di Praga. Era questa una vecchia scuola fondata nel 1704, che nel passato era stata retta dagli scolopi, con disciplina severa e insegnanti rigidi. Vančura odiò profondamente questa scuola; il 14 maggio 1909, pubblicò la sua prima novella V aleji ("Nel viale") sul supplemento letterario di Horkého týdeník.
Gli studi a Benešov terminarono nel 1910 con l'espulsione dalla scuola (consilium abeundi), per via della sua appartenenza in un'associazione studentesca segreta. I genitori lo mandarono a Vysoké Mýto, come apprendista del libraio Čermák. Vladislav era depresso e sognava di diventare un pittore. Nel 1911 studiò la tecnologia della fotografia a Praga e iniziò a frequentare i corsi della Scuola di Arti e Mestieri; non ebbe successo nel tentativo di iscriversi alla Regia Accademia delle Arti per intraprendere una carriera di pittore. Pensò anche al suicidio, quando i genitori volevano farne un ufficiale di marina o un soldato. A causa della malattia della madre, Vladislav tornò a Davle. Nel 1912 studiò privatamente a casa e superò gli esami di quarta e quinta ginnasio. L'anno successivo si iscrisse al Regio Ginnasio di Křemencová ulice a Praga e terminò il sesto anno. Fra il 1914 e il 1915 lo ritroviamo come studente al Ginnasio di Malá Strana, dove superò gli esami di diploma il 6 giugno 1915.

## Studi universitari e giornalismo
Nell'ottobre del 1915, Vladislav si iscrisse alla facoltà di giurisprudenza dell'Università Carolina di Praga, ma gli studi di diritto lo annoiarono ben presto. Nell'inverno del 1916 passò alla facoltà di medicina nella stessa università; la sua famiglia intanto si trasferì da Davle alla tenuta di Humburky, non lontano da Praga e Vladislav incontrò la diciannovenne Ludmila "Lida" Tuhá, studentessa di medicina. Nel 1917 Josef Čapek, Jan Zrzavý, Václav Špála, Vlastimil Hofman, Bedřich Feuerstein, Zdeněk Rykr e altri amici di Vladislav si riunirono nel gruppo di pittori Tvrdošíjní ("I Testardi"). Scrisse di loro e Josef Čapek divenne l'illustratore del suo futuro libro "Un'estate capricciosa", edito nel 1926. Dal 1º ottobre al 31 dicembre 1918, Vladislav fu praticante di medicina all'ospedale di Německý Brod. Intanto il 3 ottobre aveva pubblicato la sua breve prosa Ráj ("Il paradiso") sul giornale Červen e lavorava al libro di fiabe Kolébka (La culla) e alla pièce teatrale Iason ("Giasone"). Nel 1919 Vladislav tornò a Praga per continuare gli studi; fra il 1919 e il 1920 scrisse numerose recensioni artistiche sul quotidiano České slovo.

## Gli anni venti e i grandi romanzi
Il 2 giugno 1921 Vladislav e Lída si laurearono in medicina e si sposarono il successivo 16 agosto. In autunno, presero casa a Zbraslav, dove aprirono un ambulatorio. Nel 1923, Vladislav pubblicò il libro di novelle Amazonský proud ("La corrente dell'Amazzonia"). Più importante fu il suo secondo libro di novelle, uscito nel 1924, Dlouhý, Široký a Bystrozraký ("Lungo, largo e di vista acuta"), che contiene pezzi eccellenti come Cesta do světa ("Viaggio verso il mondo") e F. C. Ball. Il suo terzo libro, Pekař Jan Marhoul ("Il fornaio Jan Marhoul"), pubblicato nel 1924, ne fece un grande autore noto al pubblico. È il primo romanzo di Vančura e forse anche il migliore - la storia della tragica vita di un abbiente fornaio che declina inesorabilmente verso la povertà e la morte nonostante la sua magnanimità. La storia è scritta in una lingua straordinaria e con uno stile brillante. Nel 1925 Vančura diede alle stampe il romanzo Pole orná a válečná (Campi di battaglia e arabili) e l'anno successivo il romanzo Rozmarné léto ("Un'estate capricciosa"), che divenne un best seller. È l'avventura comica di tre uomini - un colonnello, un prete e un guardiano di un bagno pubblico - durante le piovose vacanze estive. Nel 1967 il libro sarà trasposto nel film Un'estate capricciosa del regista ceco Jiří Menzel, che nello stesso film sarà anche attore, impersonando Arnoštek. Nel 1928 Vančura scrisse il suo quarto romanzo Poslední soud (L'ultimo giudizio), pubblicato nel 1929 e costruì la bianca villa funzionalista a Zbraslav, opera dell'architetto Jaromír Krejcar, il marito di Milena Jesenská, giornalista e traduttrice amica di Franz Kafka.

## Gli anni trenta e i grandi romanzi
Il quinto romanzo di Vančura Hrdelní pře aneb Přísloví ("La disputa criminale ossia i proverbi") pubblicato nel 1930 non riscosse all'epoca un vasto successo: si tratta infatti di una delle opere più complicate di Vančura, il cui genere oscilla tra un romanzo poliziesco e un trattatello di noetica. Dal punto di vista del linguaggio il libro pone seri problemi ai traduttori, per via delle centinaia di proverbi presenti nel testo; anche per questo motivo esiste un'unica traduzione, in polacco. Nel 1931 fu pubblicato il romanzo Markéta Lazarová, che ottenne grande successo di vendita. Il romanzo è ispirato alle vicende storiche dei cavalieri della famiglia nel Medioevo, che ingaggiarono una guerra privata contro altri nobili e contro la città di Mladá Boleslav. Vančura dedicò il libro all'amico e cugino Jiří Mahen. Nel 1967 dal libro sarà ricavato il film omonimo del regista František Vláčil. Sempre nel 1931 Vančura pubblicò anche il libro di fiabe Kubula a Kuba Kubikula ("Kubula e Kuba Kubikula") che restò popolare per decenni. L'attività di Vančura proseguì l'anno successivo con il romanzo Útěk do Budína ("Fuga a Budapest"), una storia contemporanea d'amore, matrimonio e di vita fra una donna della classe media praghese e un nobile slovacco. Nel 1934 uscirono altri due suoi libri: Luk královny Dorotky ("L'arco della regina Dorotea"), una raccolta di novelle, e Konec starých časů ("La fine dei vecchi tempi") un best-seller, un romanzo satirico e umoristico che dipinge la vita in un maniero della campagna ceca nei primi anni della repubblica (il libro sarà anche il soggetto di un film di Jiří Menzel del 1989). Sempre nel 1934 Vančura diresse il film Marika Nevernice, da un soggetto di Ivan Olbracht. Con "La fine dei vecchi tempi", terminò anche il periodo più fecondo dell'attività letteraria di Vančura. I suoi due libri successivi, l'opera teatrale Jezero Ukerewe ("Lago Ukerewe") del 1935 e il romanzo Tři řeky ("I tre fiumi"), del 1936, imbevuto di socialismo, non ebbero grande successo.

## Gli anni quaranta, la crisi politica e la guerra
Nel marzo del 1938, Adolf Hitler annetté l'Austria. Un amico di Vančura, il drammaturgo Otokar Fischer, morì di infarto per questa notizia: Vančura ne scrisse il necrologio sul giornale Literární listy. Nel 1938 pubblicò anche il romanzo Rodina Horvátova ("La famiglia Horvát"), una saga di una famiglia di proprietari terrieri che si snoda lungo tre generazioni, che, anche a causa della crisi politica, non riscosse interesse da parte dei lettori. Nel dicembre dello stesso 1938, Vančura partecipò ai funerali di Karel Čapek, il suo amico e scrittore famoso, che morì in seguito a problemi psicologici e di salute, probabilmente sviluppati dall'esperienza della capitolazione della Cecoslovacchia.
Vančura aderì alla resistenza antinazista e iniziò a scrivere il libro Obrazy z dějin národa českého ("Quadri dalla storia della nazione ceca"); i primi capitoli furono pubblicati e riscossero immediato successo, come simbolo della resistenza. Il 15 marzo 1939 Hitler occupò la Cecoslovacchia, e una settimana più tardi, il 22, Jiří Mahen si suicidò come protesta contro il nazismo.
Vančura era un membro del Partito Comunista di Cecoslovacchia. In risposta al terrore hitleriano contro i Cechi, Vančura aderì a un gruppo segreto di partigiani cechi nell'autunno 1939. Il 12 maggio 12 1942, alle 5:00 del mattino, la Gestapo fece irruzione nella sua casa di Zbraslav, lo arrestò e lo torturò nel covo della Gestapo di Praga. Il 27 maggio 1942, un comando britannico dell'esercito cecoslovacco in esilio assassinò Reinhard Heydrich, governatore nazista di Boemia e Moravia. I nazisti per rappresaglia rastrellarono e giustiziarono 2000 membri dell'élite ceca. Vančura fu uno di loro, ucciso dalle SS nel poligono di Praga-Kobylisy il 1º giugno 1942 alle 6:45 della sera. Il suo corpo con quelli di molte altre vittime fu cremato segretamente a Strašnice.
Un commosso ritratto di lui lo tratteggia Jaroslav Seifert nel libro di ricordi Tutte le bellezze del mondo.

## Opere tradotte in italiano
- Il cavalier bandito e la sposa del cielo [Markéta Lazarová], traduzione di E. Dell'Anna Ciancia e A. Mura, Milano, Adelphi, 1997.
- Un'estate capricciosa, traduzione di D. Massimi, Praga, Karolinum, 2013.
- Campi di grano e campi di battaglia, traduzione di T. Marasco, Granze, Poldi libri, 2016
- La fine dei vecchi tempi, a cura di Giuseppe Dierna, Einaudi, 2019

## Onorificenze
- Titolo di Artista nazionale (in memoriam, 1946).